# False Pass, Alaska
False Pass (Isanax̂ trong tiếng Aleut) là thành phố và điểm dân cư duy nhất trên đảo Unimak, thuộc quận Aleutians East ở tây nam Alaska, Hoa Kỳ.

## Lịch sử
False Pass là tên tiếng Anh một thời cho eo biển Isanotski mà thành phố False Pass nằm cạnh bên. Các thuyền trưởng trên các con tàu gọi eo biển là "False Pass" (Đèo Giả) vì họ cho rằng tàu gần như không thể đi qua nó. Một nhà máy đóng hộp cá hồi được dựng lên trên đảo Unimak năm 1919  giúp tạo nên cơ sở cho thành phố ngày nay. Một bưu điện tên False Pass được thiết lập năm 1921.
Nghề đánh cá hồi, cá tuyết, halibut và cua là trung tâm của nền kinh tế và đời sống thành phố. Dân số của thành phố là 35 theo thống kê 2010 và 46 theo ước tính 2016.

## Địa lý

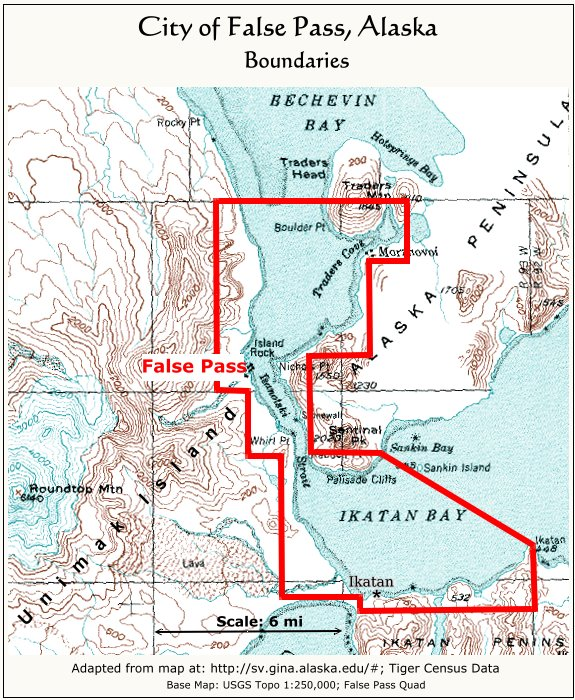
Biên giới của thành phố False Pass, Alaska

False Pass có tọa độ 54°49′40″B 163°23′57″T / 54,82778°B 163,39917°T (54,827886, -163,399090). Thành phố nằm gần mút tây của đảo Unimak, trong quần đảo Aleut. Một phần thành thành phố (26.093 km², tức 10.075 sq mi) nằm trên cực tây của bán đảo Alaska, bắc ngang qua eo biển Isanotski, dù phần này không có người ở. Trong phạm vi thành phố còn có các làng bỏ hoang Morzhovoi và Ikatan.
Thành phố có tổng diện tích 68,3 dặm vuông Anh (177 km2), trong đó, 26,9 dặm vuông Anh (70 km2) là diện tích đất liền và 41,4 dặm vuông Anh (107 km2) (60,63%) là nước.